# Gabriele Fattorini
Gabriele Fattorini (* um 1570 in Faenza; † um 1615) war ein italienischer Komponist und Organist.

## Leben
Die fragmentarischen Informationen über Fattorinis Leben, stammen fast ausschließlich aus den Widmungen und Vorreden zu seinen musikalischen Kompositionen, die alle zwischen 1598 und 1608 von Ricciardo Amadino in Venedig gedruckt wurden. Zwischen 1598 und 1601 war er als Kantor der Kamaldulenser Marienabtei von Carceri in der Provinz Padua tätig. 1602 zog er nach Venedig, wo er bis 1604 blieb. Fattorini war vermutlich auch Organist und maestro di cappella am Dom von Faenza.
Der Ruhm Fattorinis ist vor allem mit seinen Geistlichen Konzerten zu zwei Stimmen verbunden, die zuerst 1600 erschienen. Berühmt ist auch sein zweites Motetten-Buch, welches Donna Deodata Leoni in Auftrag gegeben hatte und das auch ihr gewidmet ist.
Das Œuvre Fattinis beinhaltet auch weltliche Musik, darunter auch zwei Sammlungen von Madrigalen für fünf Stimmen. Einige der Madrigale Fattorinis wurden in ausländische Sammlungen des frühen siebzehnten Jahrhunderts übernommen.

## Werke
- Sacri concerti a due voci (1600)
- Il secondo libro de motetti a otto voci (1601)
- Salmi per tutti li vespri de l’anno, breui, commodi, & ariosi, con duoi Magnificat (1603)
- Audi caelum (Motette)